# 2017-es Indy Lights-szezon
A 2017-es Indy Lights-szezon a bajnokság 32. szezonja volt és a 16., amelyet az IndyCar rendezett. A 16 futamból álló széria március 11-én kezdődött  St. Petersburg-ban és szeptember 3-án ért véget a Watkins Glen International aszfaltcsíkján. A bajnokságot Kyle Kaiser nyerte meg.

## Versenynaptár
| Forduló | Dátum         | Hivatalos név              | Versenypálya                              | Helyszín                | Pályarajz |
| ------- | ------------- | -------------------------- | ----------------------------------------- | ----------------------- | --------- |
| 1       | március 11.   | St. Petersburg 100         | Streets of St. Petersburg                 | St. Petersburg, Florida |           |
| 2       | március 12.   | St. Petersburg 100         | Streets of St. Petersburg                 | St. Petersburg, Florida |           |
| 3       | április 22.   | Legacy Indy Lights 100     | Barber Motorsports Park                   | Birmingham              |           |
| 4       | április 23.   | Legacy Indy Lights 100     | Barber Motorsports Park                   | Birmingham              |           |
| 5       | május 12.     | Grand Prix of Indianapolis | Indianapolis Motor Speedway épített pálya | Speedway                |           |
| 6       | május 13.     | Grand Prix of Indianapolis | Indianapolis Motor Speedway épített pálya | Speedway                |           |
| 7       | május 26.     | Freedom 100                | Indianapolis Motor Speedway ovál pálya    | Speedway, Indiana       |           |
| 8       | június 24.    | Grand Prix of Road America | Road America                              | Elkhart Lake            |           |
| 9       | június 25.    | Grand Prix of Road America | Road America                              | Elkhart Lake            |           |
| 10      | július 9.     | Mazda Iowa 100             | Iowa Speedway                             | Newton                  |           |
| 11      | július 15.    | Grand Prix of Toronto      | Exhibition Place                          | Toronto, Ontario        |           |
| 12      | július 16.    | Grand Prix of Toronto      | Exhibition Place                          | Toronto, Ontario        |           |
| 13      | július 29.    | Grand Prix of Mid-Ohio     | Mid-Ohio Sports Car Course                | Lexington               |           |
| 14      | július 30.    | Grand Prix of Mid-Ohio     | Mid-Ohio Sports Car Course                | Lexington               |           |
| 15      | augusztus 26. | Illinois 100               | Gateway Motorsports Park                  | Madison                 |           |
| 16      | szeptember 3. | Grand Prix of Watkins Glen | Watkins Glen International                | Watkins Glen            |           |

| Magyarázat | Magyarázat |
| Ikon       | Pálya      |
| ---------- | ---------- |
|            | Ovál       |
|            | Utcai      |
|            | Épített    |

## Csapatok és versenyzők
| Csapat                       | #  | Versenyző             | Státusz | Forduló |
| ---------------------------- | -- | --------------------- | ------- | ------- |
| Andretti Autosport           | 27 | Nico Jamin            | Újonc   | összes  |
| Andretti Autosport           | 28 | Dalton Kellett        |         | összes  |
| Andretti Autosport           | 48 | Ryan Norman           | Újonc   | összes  |
| Andretti Steinbrenner Racing | 98 | Colton Herta          | Újonc   | összes  |
| Belardi Auto Racing          | 5  | Santiago Urrutia      |         | összes  |
| Belardi Auto Racing          | 9  | Aaron Telitz          | Újonc   | összes  |
| Belardi Auto Racing          | 51 | Shelby Blackstock     |         | összes  |
| Belardi Auto Racing          | 84 | Chad Boat             | Újonc   | 15      |
| Carlin                       | 11 | Garth Rickards        | Újonc   | összes  |
| Carlin                       | 13 | Zachary Claman DeMelo |         | összes  |
| Carlin                       | 22 | Neil Alberico         |         | összes  |
| Carlin                       | 26 | Matheus Leist         | Újonc   | összes  |
| Juncos Racing                | 18 | Kyle Kaiser           |         | összes  |
| Juncos Racing                | 31 | Nicolas Dapero        | Újonc   | összes  |
| Team Pelfrey                 | 2  | Juan Piedrahíta       |         | összes  |
| Team Pelfrey                 | 3  | Patricio O’Ward       | Újonc   | 1~4     |

## Összefoglaló
| Forduló | Verseny           | Pole-pozíció     | Legyrorsabb kör       | Legtöbb élen töltött kör | Győztes               | Győztes                      | Listavezető  | Előny |
| Forduló | Verseny           | Pole-pozíció     | Legyrorsabb kör       | Legtöbb élen töltött kör | versenyző             | csapat                       | Listavezető  | Előny |
| ------- | ----------------- | ---------------- | --------------------- | ------------------------ | --------------------- | ---------------------------- | ------------ | ----- |
| 1       | St. Petersburg 1  | Aaron Telitz     | Colton Herta          | Aaron Telitz             | Aaron Telitz          | Belardi Auto Racing          | Aaron Telitz | 5     |
| 2       | St. Petersburg 2  | Colton Herta     | Colton Herta          | Colton Herta             | Colton Herta          | Andretti Steinbrenner Racing | Colton Herta | 10    |
| 3       | Birmingham 1      | Kyle Kaiser      | Nico Jamin            | Nico Jamin               | Nico Jamin            | Andretti Autosport           | Colton Herta | 10    |
| 4       | Birmingham 2      | Colton Herta[a]  | Santiago Urrutia      | Colton Herta             | Colton Herta          | Andretti Steinbrenner Racing | Colton Herta | 16    |
| 5       | Indianapolis GP 1 | Nico Jamin       | Matheus Leist         | Nico Jamin               | Nico Jamin            | Andretti Autosport           | Colton Herta | 3     |
| 6       | Indianapolis GP 2 | Kyle Kaiser      | Zachary Claman DeMelo | Kyle Kaiser              | Kyle Kaiser           | Juncos Racing                | Kyle Kaiser  | 13    |
| 7       | Indianapolis      | Matheus Leist    | Santiago Urrutia      | Matheus Leist            | Matheus Leist         | Carlin                       | Kyle Kaiser  | 14    |
| 8       | Road America 1    | Matheus Leist    | Kyle Kaiser           | Matheus Leist            | Matheus Leist         | Carlin                       | Kyle Kaiser  | 21    |
| 9       | Road America 2    | Colton Herta     | Zachary Claman DeMelo | Zachary Claman DeMelo    | Zachary Claman DeMelo | Carlin                       | Kyle Kaiser  | 27    |
| 10      | Iowa              | Colton Herta     | Dalton Kellett        | Matheus Leist            | Matheus Leist         | Carlin                       | Kyle Kaiser  | 12    |
| 11      | Toronto 1         | Kyle Kaiser      | Colton Herta          | Kyle Kaiser              | Kyle Kaiser           | Juncos Racing                | Kyle Kaiser  | 37    |
| 12      | Toronto 2         | Colton Herta     | Kyle Kaiser           | Colton Herta             | Kyle Kaiser           | Juncos Racing                | Kyle Kaiser  | 52    |
| 13      | Mid-Ohio 1        | Santiago Urrutia | Shelby Blackstock     | Santiago Urrutia         | Santiago Urrutia      | Belardi Auto Racing          | Kyle Kaiser  | 55    |
| 14      | Mid-Ohio 2        | Colton Herta     | Santiago Urrutia      | Nico Jamin               | Nico Jamin            | Andretti Autosport           | Kyle Kaiser  | 42    |
| 15      | Gateway           | Juan Piedrahíta  | Zachary Claman DeMelo | Juan Piedrahíta          | Santiago Urrutia      | Belardi Auto Racing          | Kyle Kaiser  | 31    |
| 16      | Watkins Glen      | Colton Herta     | Aaron Telitz          | Aaron Telitz             | Aaron Telitz          | Belardi Auto Racing          | Kyle Kaiser  | 20    |

- ↑ a:  A kvalifikációt a szélsőséges időjárási körülmények miatt lefújták. A rajtrács a bajnokságban elfoglalt pozíciókból állt össze.

## A bajnokság végeredménye

### Versenyzők
Pontrendszer
| Pozíció | 1. | 2. | 3. | 4. | 5. | 6. | 7. | 8. | 9. | 10. | 11. | 12. | 13. | 14. | 15. | 16. | 17. | 18. | 19. | 20. |
| ------- | -- | -- | -- | -- | -- | -- | -- | -- | -- | --- | --- | --- | --- | --- | --- | --- | --- | --- | --- | --- |
| Pont    | 30 | 25 | 22 | 19 | 17 | 15 | 14 | 13 | 12 | 11  | 10  | 9   | 8   | 7   | 6   | 5   | 4   | 3   | 2   | 1   |

- A versenyző, aki megszerezte az első rajtkockát, az egy pontban részesül.
- A versenyző, aki a legtöbb kört az élen töltött, az egy pontban részesül.
- A versenyző, aki a leggyorsabb kört futotta meg, az egy pontban részesül.

| Poz. | Versenyző             | STP | STP | ALA | ALA | IND | IND | INDY | RDA | RDA | IOW | TOR | TOR | MOH | MOH | GAT | WGL | Pont |
| ---- | --------------------- | --- | --- | --- | --- | --- | --- | ---- | --- | --- | --- | --- | --- | --- | --- | --- | --- | ---- |
| 1    | Kyle Kaiser           | 6   | 4   | 2   | 2   | 3   | 1*  | 9    | 3   | 2   | 5   | 1*  | 1   | 12  | 12  | 4   | 7   | 330  |
| 2    | Santiago Urrutia      | 13  | 2   | 15  | 13  | 7   | 2   | 5    | 2   | 11  | 2   | 3   | 11  | 1*  | 2   | 1   | 2   | 310  |
| 3    | Colton Herta          | 2   | 1*  | 10  | 1*  | 12  | 10  | 13   | 12  | 3   | 4   | 4   | 10* | 2   | 6   | 3   | 3   | 300  |
| 4    | Matheus Leist         | 15  | 11  | 4   | 7   | 5   | 3   | 1*   | 1*  | 4   | 1*  | 13  | 5   | 11  | 10  | 10  | 4   | 279  |
| 5    | Zachary Claman DeMelo | 8   | 7   | 5   | 14  | 2   | 11  | 6    | 10  | 1*  | 6   | 2   | 3   | 5   | 4   | 6   | 6   | 274  |
| 6    | Aaron Telitz          | 1*  | 5   | 13  | 5   | 6   | 13  | 2    | 11  | 5   | 9   | 5   | 2   | 8   | 5   | 15  | 1*  | 271  |
| 7    | Nico Jamin            | 7   | 14  | 1*  | 3   | 1*  | 4   | 10   | 6   | 14  | 7   | 14  | 12  | 3   | 1*  | 11  | 5   | 269  |
| 8    | Neil Alberico         | 3   | 15  | 3   | 4   | 4   | 6   | 4    | 7   | 8   | 11  | 8   | 14  | 6   | 9   | 12  | 11  | 225  |
| 9    | Juan Piedrahita       | 14  | 10  | 11  | 11  | Ni  | 5   | 8    | 5   | 10  | 10  | 6   | 4   | 10  | 11  | 2*  | 9   | 208  |
| 10   | Shelby Blackstock     | 4   | 6   | 7   | 8   | 9   | 14  | 11   | 8   | 6   | 13  | 11  | 13  | 4   | 3   | 9   | 12  | 207  |
| 11   | Ryan Norman           | 10  | 9   | 12  | 9   | 8   | 7   | 14   | 4   | 7   | 8   | 10  | 6   | 9   | 7   | 8   | 10  | 200  |
| 12   | Dalton Kellett        | 12  | 12  | 6   | 10  | 13  | 9   | 3    | 9   | 9   | 3   | 12  | 9   | 7   | 13  | 7   | 13  | 198  |
| 13   | Nicolas Dapero        | 9   | 8   | 9   | 6   | 11  | 8   | 12   | 14  | 12  | 12  | 7   | 7   | 14  | 8   | 5   | 8   | 187  |
| 14   | Garth Rickards        | 11  | 13  | 14  | 12  | 10  | 12  | 7    | 13  | 13  | 14  | 9   | 8   | 13  | 14  | 13  | Ni  | 146  |
| 15   | Patricio O’Ward       | 5   | 3   | 8   | 15  |     |     |      |     |     |     |     |     |     |     |     |     | 58   |
| 16   | Chad Boat             |     |     |     |     |     |     |      |     |     |     |     |     |     |     | 14  |     | 7    |
| Poz. | Versenyző             | STP | STP | ALA | ALA | IND | IND | INDY | RDA | RDA | IOW | TOR | TOR | MOH | MOH | GAT | WGL | Pont |

| Szín       | Eredmény                  |
| ---------- | ------------------------- |
| arany      | Győztes                   |
| ezüst      | 2. helyezett              |
| bronz      | 3. helyezett.             |
| zöld       | 4. hely 5. hely           |
| világoskék | 6–10. hely között         |
| sötétkék   | top 10-en kívül           |
| lila       | nem ért célba             |
| piros      | nem kvalifikált (DNQ, NK) |
| barna      | visszalépett (Vi, Wth)    |
| fekete     | kizárva (DSQ, Kiz)        |
| Fehér      | Nem indult (DNS, Ni)      |
| Fehér      | Verseny törölve (T)       |
| Üres       | Nem vett részt            |

| Jelmagyarázat |                                      |
| Félkövér      | Pole-pozíció                         |
| Dőlt          | Leggyorsabb kör a versenyen          |
| *             | Legtöbb élen töltött kör (1 pont)    |
| 1             | Időmérő törölve, nem járt bónuszpont |
|               | Újonc                                |

### Csapatok
| Poz. | Csapat              | Pont |
| ---- | ------------------- | ---- |
| 1    | Belardi Auto Racing | 393  |
| 2    | Andretti Autosport  | 389  |
| 3    | Carlin              | 365  |
| 4    | Juncos Racing       | 282  |
| 5    | Team Pelfrey        | 162  |

## Külső hivatkozások
- Az Indy Lights hivatalos weboldala Archiválva 2021. március 5-i dátummal a Wayback Machine-ben